# Бджільництво в Україні

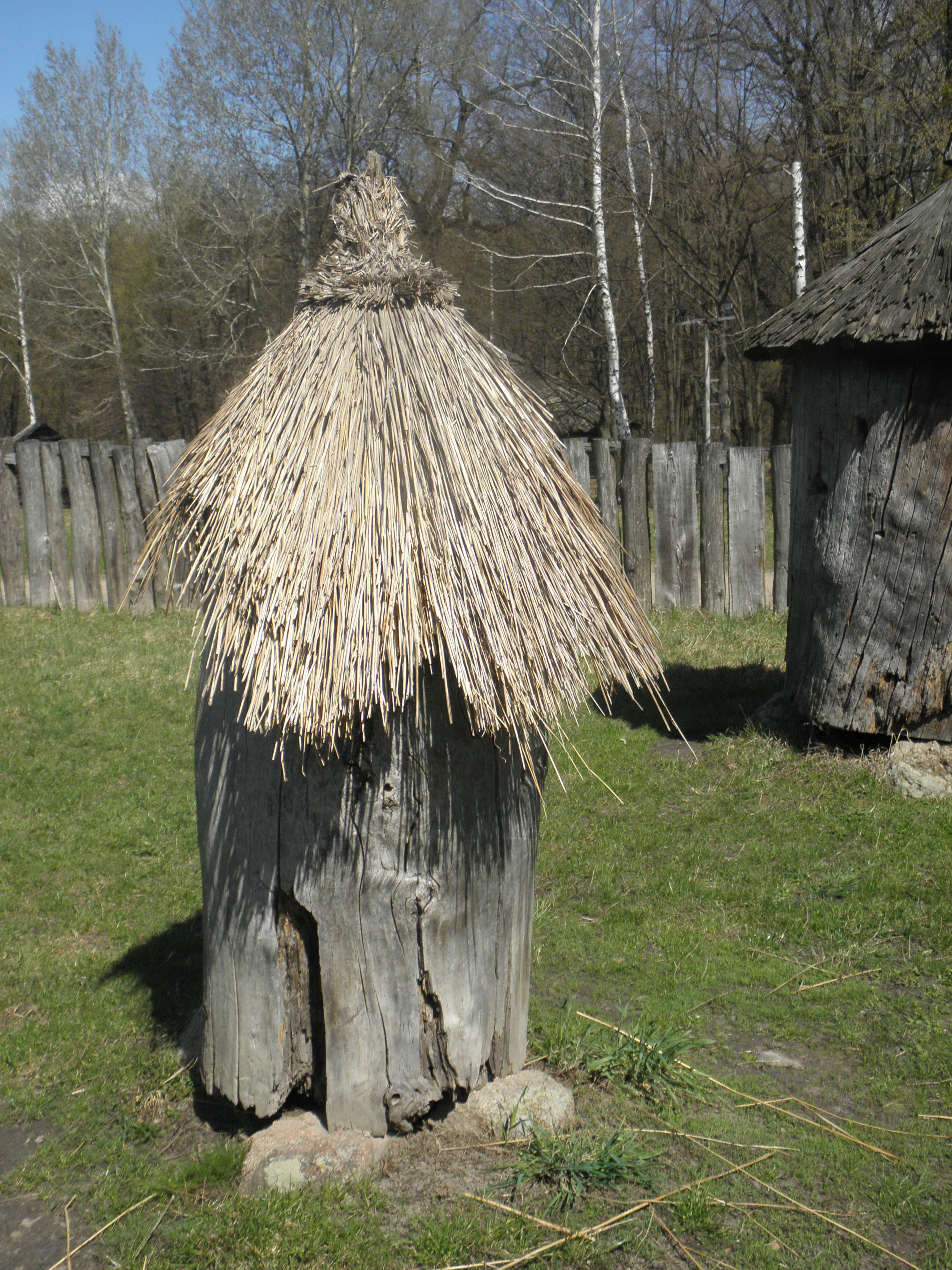
Вулик у традиційному стилі. м. Ялта, Крим.

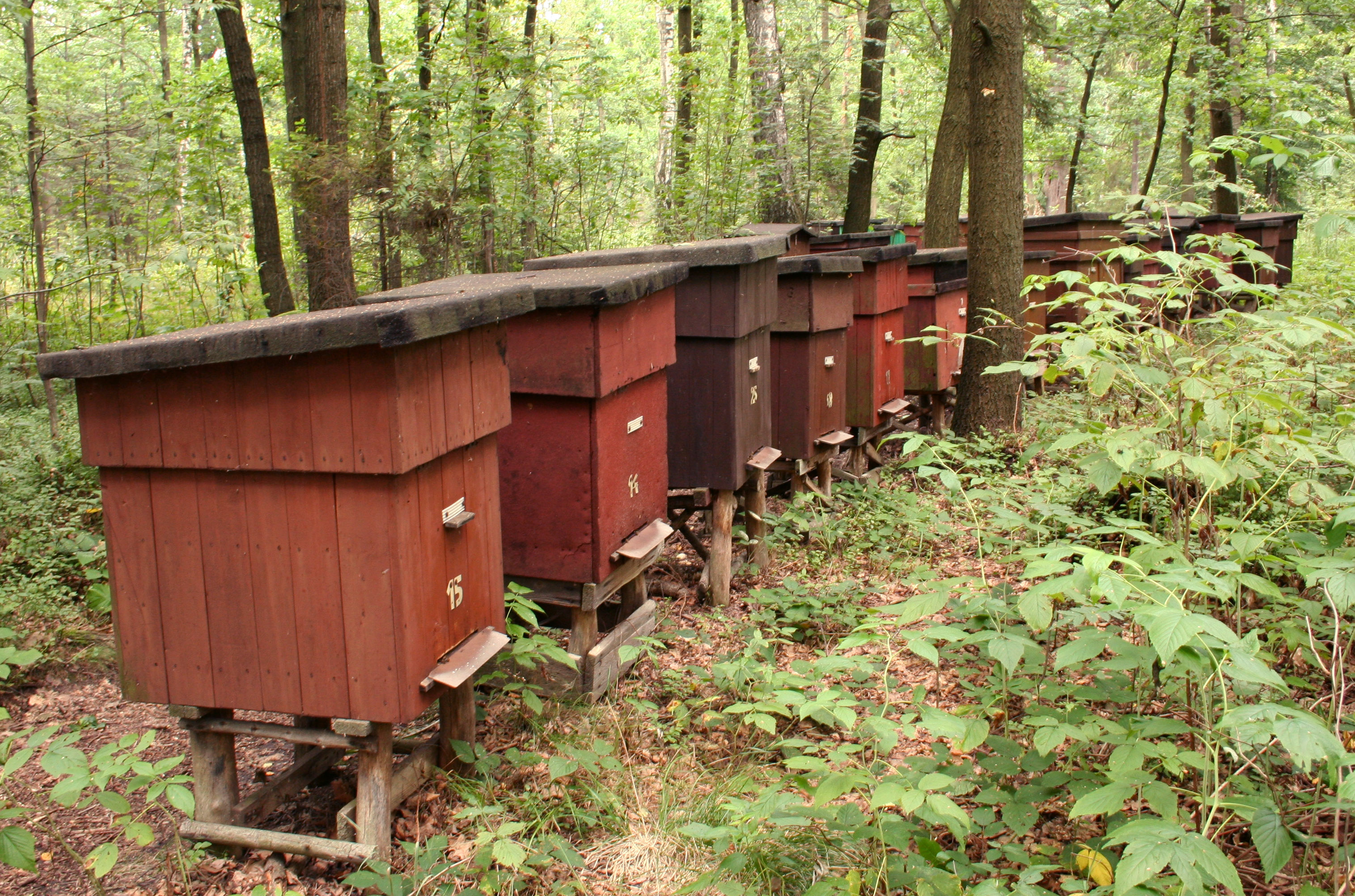
Сучасна пасіка

Бджільництво в Україні — дуже добре розвинена галузь сільського господарства, яка має довгу історію, що сягає доби Київської Русі.
Сьогодні Україна займає перше місце з виробництва меду серед країн Європи та третє місце серед всіх країн світу.
Бджільництво в Україні – важлива галузь сільськогосподарського виробництва, основою функціонування якої є розведення, утримання та використання бджіл для запилення ентомофільних рослин сільськогосподарського призначення і підвищення їх урожайності, виробництво харчових продуктів і сировини для промисловості, підтримання екологічного благополуччя. Бджоли використовуються для запилення як дикорослих рослин, так і рослин сільськогосподарського призначення, від чого залежить їх врожайність. Тим самим забезпечується як здорова і багата вітамінами, мінералами та антиоксидантами їжа для людини, так належний раціон худоби, що впливає на виробництво молочної та м’ясної продукції. 
Правовою основою розвитку бджільництва є  Конституція України ( ст. 41-50), закони  України «Про бджільництво», «Про захист рослин», «Про рослинний світ», «Про безпечність та якість харчових продуктів» та інші нормативно-правові акти.  Законодавчі норми передбачають  окремі форми і заходи захисту бджільництва.  Зокрема, відповідно до статті 37 Закону України «Про бджільництво»  фізичні та юридичні особи, які застосовують засоби захисту рослин для обробки медоносних рослин, зобов'язані не пізніше ніж за три доби до початку обробки через засоби масової інформації попередити про це пасічників, пасіки яких знаходяться на відстані до десяти кілометрів від оброблюваних площ. При цьому повідомляється дата обробки, назва препарату, ступінь і строк дії токсичності препарату.
20 травня Всесвітній день бджіл.

## Історія бджільництва в Україні
Бджільництво належить до найдавніших занять українців. Про поширеність його свідчать збережені донині давні топоніми та гідроніми: Мединичі, Мединівка, Бортне, Бортники, Бортничі, Уборть тощо. Мед та віск завжди широко використовувалися як харчові продукти, а також служили оброком при зборі данини, були важливим предметом експорту до Західної Європи.
На території Русі бджільництво, як промисел, прослідковується з Х ст. нашої ери. Розвитку бджільництва на території Київської Русі сприяли відповідні природно-кліматичні умови, достаток медоносів у лісових масивах, лугах і степах. До появи цукру мед був єдиним солодким продуктом для людини. Віск широко застосовувався в домашнім господарстві для освітлення і здійснення релігійних обрядів (особливо після прийняття християнства). Бджільництвом у цей час займалися майже всі селяни. Мед і віск відігравали велику роль в торгівлі Київської Русі з країнами Європи і Грецією.
Винахідником рамкового вулика та всієї сучасної (раціональної) системи бджільництва був Петро Прокопович, який жив у XIX столітті на території нинішньої Чернігівської області. У 1814 році винахідник вперше виділив рамку в самостійну частину бджолиного житла. Завдяки цьому стало можливим вільно оглянути бджолину сім'ю й активно впливати на хід її розвитку. Вулик Прокоповича дозволив вилучати мед, не винищуючи димом бджіл, як це практикувалося в ті часи. Нині рамкою оперують мільйони пасічників у світі. Прокопович здійснив також цілу низку інших видатних винаходів, які мали велике значення для розвитку світового бджільництва.
До інших відомих українських діячів бджільництва належать:
- Василь Ващенко, (1850–1918) — один з найвизначніших діячів українського бджільництва. Розробив оригінальні протиройові методи, зробив великий внесок у вдосконалення конструкції вулика, активно поширював передові знання свого часу.
- Микола Вітвицький, (1764–1853) — український дослідник, автор фундаментальних посібників з бджільництва, створив розбірний «дзвоноподібний вулик», який максимально відповідає біології розвитку бджолиної сім'ї.

1910 року в Російській імперії налічувалося 6,3 млн бджолиних сімей, 1,6 з яких — на території України.
Під час Першої світової війни кількість бджолиних сімей зменшилася у 2 рази. Під час Другої світової війни бджільництво знову зазнало занепаду. Тому у 1945 році було прийнято декрет РНК СРСР «Про заходи з розвитку бджільництва». В 1960-ті роки відбувалося укрупнення колгоспних і радгоспних пасік. Якщо в 1955 році середній розмір пасіки становив 70 сімей, станом на 1973 рік 150 сімей у колгоспах та 250 — у радгоспах. При цьому загальна кількість сімей зросла лише в незначних розмірах (у всьому СРСР з 9 млн до 9,3).
У 1980-ті роки Україна займала серед радянських республік 2-ге місце за виробництвом меду. Станом на 1987 рік на території УРСР було 2,6 млн бджолиних сімей (30% загальної кількості в СРСР). Тоді ж виробництво меду сягало 48 тис. тонн, пасічного воску — 1 тис. тонн, пресового воску — 140 тонн, вощини — 950 тонн.
Наприкінці 1980-их в УРСР діяли 93 спеціалізовані бджільницькі підприємства та бджолоферми, серед яких виділялися два бджолорозплідницькі радгоспи в Закарпатській та Херсонській областях.
1987 року було затверджено державний ГОСТ на продукцію бджільництва, який діяв до 2006 року.
Станом на 1990 рік в УРСР було близько 4 млн бджолиних сімей (1,1 млн у приватному секторі).
До 1995 року на території України було приблизно 5 млн бджолиних сімей, котрі виробляти 60 тисяч тонн меду на рік. Проте згодом почався спад галузі. Кількість бджолиних сімей впала до 2 млн (станом на 2002–2003 роки). Проте зараз відбувається відновлення галузі та кількість бджолиних сімей зросла до 3,75 млн, а виробництво 2008 року перевершило радянські показники.

## Сучасний стан галузі
Світове виробництво меду становить 1,5 млн тонн на рік, і на частку України припадає 5%. За даними FAO, Україна з 2008 року займає перше місце з виробництва меду серед країн Європи (з валовим збором до 75 тис. тонн) і четверте після таких світових лідерів, як Китай (367 тис. тонн), Туреччина (81,4 тис. тонн) і Аргентина (81 тис. тонн). Усього людей, які займаються розведенням бджіл і виробництвом меду, близько 700 тис. — півтора відсотка населення країни.
Споживання меду в Україні 1,2 кг на рік, що є одним з найвищих показників у світі. Серед лідерів є також Австралія (1,6 кг на рік), Греція (1,4) та Німеччина (1,1 кг).
22 лютого 2000 року Президент України Леонід Кучма підписав Закон України «Про бджільництво».  В 2020 році  Верховна Рада  України прийняла новий Закон України "Про бджільництво".   Нормативна діяльність галузі більшою мірою забезпечується як цим законом, так і  іншими нормативними актами, в тому числі «Правила ввезення в Україну та вивезення за її межі бджіл і
продуктів бджільництва», «Порядок реєстрації пасік», «Порядок видачі ветеринарно-санітарного паспорта пасіки» та ін.

### 2022-2024 роки
Галузь бджільництва України, як і низка інших, не має вірогідної статистики, оскільки лише 5% бджолярів ведуть промислове виробництво, а решта 95% представлені домогосподарствами. Вони, своєю чергою, не поспішали реєструвати свої пасіки, у зв'язку з чим звітність про їхню діяльність є приблизною. За даними Держстату та Міністерства аграрної політики та продовольства станом на 1 січня 2023 року, кількість бджолосімей в Україні становила 2686 тис. чисельністю 2,4 млн одиниць, що на 10,5 % менше, ніж на аналогічну дату попереднього року. Зокрема, у сільськогосподарських підприємствах налічувалося 32,5 тис. бджолосімей (-13,6 %), а в господарствах населення — 2,37 млн (-10,5 %). Дані наведено без урахування тимчасово окупованих російською федерацією територій України і частини територій, на яких тривають (тривали) бойові дії, при рівні фактичного звітування підприємств у 88 %. За неофіційною статистикою, до початку російського повномасштабного вторгнення в Україні налічувалося 3-3,5 млн бджолосімей. 
За даними Продовольчої і сільськогосподарської організації ООН  У 2023 році кількість бджолосімей становила 2402,9 тис., що на 10,5% менше порівняно з 2022 роком. Темпи скорочення бджолосімей у промислових підприємствах були вищими - 13,6%, до 32,5 тис., а в домогосподарствах — на 10,5%, до 2379,4 тис.
За інформацією з того ж джерела, в Україні станом на 1 січня 2024 року налічувалося 2314 тис. бджолосімей, з яких 2286 тис. перебували в домогосподарствах, а 28 тис. сімей — на підприємствах, з яких 4 тис. сімей — у фермерських господарствах. До п’ятірки кращих областей, станом на січень 2024 року, за бджільництвом входили Хмельницька область, де утримувалось 376,6 тис. бджолосімей, Вінницька - 188,9 тис., Кіровоградська - 149,9 тис., Житомирська - 149 тис., Івано-Франківська - 140,5 тис. бджолосімей. При цьому найбільш розвинене промислове бджільництво 2024 року було в Полтавській області, де було розміщено 4,6 тис. бджолосімей, на Вінниччині та Черкащині — 3,3 тис. бджолосімей у кожній. У Хмельницькій області в промисловому сегменті налічувалось 1,9 тис. сімей, Київській - 1,7 тис. бджолосімей. Лідирували в утриманні бджолосімей домогосподарства Хмельниччини - 374,7 тис., Вінниччини - 185,6 тис. та Кіровоградщини - 148,8. тис.
За оцінкою експертів Київської школи економіки станом на 31 грудня 2023 року збитки через скорочення бджолосімей в Україні оцінюють у $31,9 млн, без урахування збитків від зниження виробництва продукції бджільництва.
Для бджільництва 2024 рік був важкий через різку зміну клімату. У весняний період для розвитку бджолосімей дуже важлива біла акація. У період її цвітіння по всій Україні були заморозки. Мед із неї бджоли не отримали. Також була проблема з важливим медоносом — соняшником. Через посуху його врожай був низьким, він не виділяв нектар і розвитку бджолосімей не відбувалося. Це призвело до високої смертності бджіл, які в різних регіонах становили 15-20%, а інколи й 23-27%. У середньому по країні ця цифра була на рівні 20-25%. Ситуація також погіршилася, оскільки у виробництво почали впроваджувати іноземні породи бджіл, які не мають необхідної стійкості перед наявними регіональними захворюваннями.

### Громадські об'єднання бджолярів
В останній час завдяки створенню громадських організацій, які впроваджують серед бджолярів сучасні розробки та новітні технології котрі своєю чергою допомагають підвищити рентабельність пасіки популярність бджільництва в Україні стрімко набирає обертів. 
Великий внесок в розвиток галузі в цьому напрямку внесла Громадська Спілка "Всеукраїнське громадське об'єднання «Спілка Пасічників України»".
Завдяки тяжкій праці таких організацій є надія що в Україні найближчим часом з`являться великі промислові пасіки, які зможуть конкурувати з провідними промисловими пасіками світу.

## Бджільництво та наука

### Освіта в галузі бджільництва
В сучасній Україні підготовка спеціалістів з бджільництва здійснюється у кількох вищих та ряді професійно-технічних навчальних закладах.
Серед них виділяється Кафедра бджільництва ім. В. А. Нестерводського при Національному університеті біоресурсів і природокористування України, факультеті технології виробництва та перероблення продукції тваринництва. Щороку до навчання на кафедрі залучається 300 студентів різних форм навчання.
Серед інших навчальних закладів, де навчають спеціалістів з бджільництва: Львівська державна академія ветеринарної медицини ім. С. З. Гжицького (зооінженерний факультет), Боярський коледж екології природних ресурсів Національного аграрного університету та ін.

### Національний науковий центрІнститут бджільництва ім. П.І.ПрокоповичаУААН
Науковими дослідженнями бджільництва займається Національний науковий центр «Інститут бджільництва ім. П. І. Прокоповича» УААН. Його історія розпочинається у червні 1989 року, коли було створено Український науково-дослідний технологічний інститут бджільництва.
У квітні 1992 року цю наукову установу було перейменовано на «Інститут бджільництва ім. П. І. Прокоповича» (на честь Петра Прокоповича) у складі Української академії аграрних наук.
У червні 2005 року Президент України Віктор Ющенко своїм указом надав інституту статус Національного наукового центру та сучасну назву. На чолі цієї наукової установи — член-кореспондент НААН Боднарчук Леонід Іванович.
З Інститутом бджільництва співпрацюють Спілка пасічників, Асоціація апітерапевтів України, фонд П. І. Прокоповича.
Боднарчук Л. І. на території Інституту створив Національний музей бджільництва України — один з найкращих у світі. Інститут видає науковий збірник «Бджільництво» та є співзасновником журналу «Український пасічник».     
Дякуючи великій організаторській роботі Л. І. Боднарчука Україна має не тільки музей, але й професійне свято «День пасічника», закон «Про бджільництво». В 1998 році  вперше в Україні проведено конгрес «Апіславія». На вдруге проведеному в Україні конгресі «Апіславія» у 2008 році Л. І. Боднарчука обрано першим віцепрезидентом цієї організації.  У 2003 році Україна стала членом міжнародної бджільничої організації «Апімондія», а у 2013 році  Україна обрана країною, що приймає з'їзд  «Апімондія».

### Періодичні видання
- Журнал «Агросвіт України»;
- Журнал «Бджола. Здоров'я. Апітерапія»;
- Журнал «Бджолярський круг - За рентабельну пасіку»;
- Журнал «Пасіка»;
- Щомісячна газета "Пасека от «А» до «Я»;
- Газета «Пасека, пчела, здоровье»;
- Журнал «Український пасічник»[22].